# Ernesto Formenti
Ernesto Formenti, född 2 augusti 1927, död 5 oktober 1989, var en italiensk boxare.
Formenti blev olympisk mästare i fjädervikt i boxning vid sommarspelen 1948 i London.